# رايموند ويزلي ستار
رايموند ويزلي ستار (بالإنجليزية: Raymond Wesley Starr)‏ هو محامي وقاضي أمريكي، ولد في 24 أغسطس 1888 في هاربور سبرينغز في الولايات المتحدة، وتوفي في 2 نوفمبر 1968.